# ادريان ريجاتين
ادريان ريجاتين (بالفرنسية: Adrien Regattin)‏ (22 أغسطس 1991 شامبيني سور مارن فرنسا - ) هو لاعب كرة قدم فرنسي، يلعب كلاعب وسط.

## وصلات خارجية
ادريان ريجاتين على موقع اتحاد تركيا (لاعب) (الإنجليزية)
- ادريان ريجاتين على موقع الدوري الأمريكي (الإنجليزية)
- ادريان ريجاتين على موقع قاعدة بيانات كرة القدم.إي يو (الإنجليزية)
- ادريان ريجاتين على موقع ليكيب (الفرنسية)
- ادريان ريجاتين على موقع ناشيونال فوتبول تيمز (الإنجليزية)
- ادريان ريجاتين على موقع Soccerway.com (الإنجليزية)
- ادريان ريجاتين على موقع عالم كرة القدم.نت (الإنجليزية)
- ادريان ريجاتين على موقع AS.com (الإسبانية)